# Gand-Wevelgem 1964
La Gand-Wevelgem 1964, ventiseiesima edizione della corsa, si svolse il 22 marzo su un percorso di 233 km, con partenza a Gand e arrivo a Wevelgem. Fu vinta dal francese Jacques Anquetil della Saint-Raphaël davanti ai belgi Yvo Molenaers e Rik Van Looy.

## Ordine d'arrivo (Top 10)
| Pos. | Corridore              | Squadra                  | Tempo    |
| ---- | ---------------------- | ------------------------ | -------- |
| 1    | Jacques Anquetil       | Saint-Raphaël            | 5h36'17" |
| 2    | Yvo Molenaers          | Wiel's-Groene Leeuw      | a 1"     |
| 3    | Rik Van Looy           | Solo-Superia             | a 3"     |
| 4    | Benoni Beheyt          | Wiel's-Groene Leeuw      | s.t.     |
| 5    | Peter Post             | Flandria-Romeo           | s.t.     |
| 6    | Jan Janssen            | Pelforth-Sauvage-Lejeune | s.t.     |
| 7    | Georges Van Den Berghe | Flandria-Romeo           | s.t.     |
| 8    | Jos Wouters            | Solo-Superia             | s.t.     |
| 9    | Noël Foré              | Flandria-Romeo           | s.t.     |
| 10   | Lode Troonbeeckx       | Labo-Dr. Mann            | s.t.     |